# Йованович, София (режиссёр)
София (Соя) Йованович (серб. Софија „Соја“ Јовановић; 1 февраля 1922, Белград — 22 апреля 2002, там же) — югославская и сербская режиссёр и сценарист.
Первая в Сербии женщина-режиссёр.

## Биография
Соя Йованович внесла значительный вклад в творческое развитие югославского и сербского театра, кино и телевидения второй половины XX века. Много лет работала в белградской театральной академии.
Поставила на театральных сценах страны около 50-и пьес, ряд художественных и телевизионных фильмов, телевизионных спектаклей и шоу («Восьмое наступление», «Кот Тоса», «Трамвай двойка», «Поп Чира и поп Спира»), много кукольных постановок и радиоспектаклей.
Автор первого югославского цветного художественного фильма «Поп Чира и поп Спира».

## Избранная фильмография

### Режиссерские работы
- 1954 — Подозрительные лица
- 1957 — Поп Чира и поп Спира
- 1960 — Дилижанс мечты
- 1962 — Dr
- 1964 — Путь вокруг света
- 1966 — Орлы летают рано
- 1969 — Silom otac
- 1976 — Жаль, очень жаль
- 1979 — Восьмое наступление

### Сценарист
- 1954 — Подозрительные лица
- 1957 — Поп Чира и поп Спира
- 1964 — Путь вокруг света
- 1966 — Орлы летают рано
- 1969 — Silom otac

## Награды
Отмечена высокими кинематографическими наградами, в том числе премией «Золотая арена» международного фестиваля игрового кино в г. Пула (1975), Специальным дипломом Синематека за выдающийся вклад в киноискусство, премией за лучшую режиссуру на театральном фестивале Югославии, премией «Бојан Ступица» и многими другими.